# セブハ

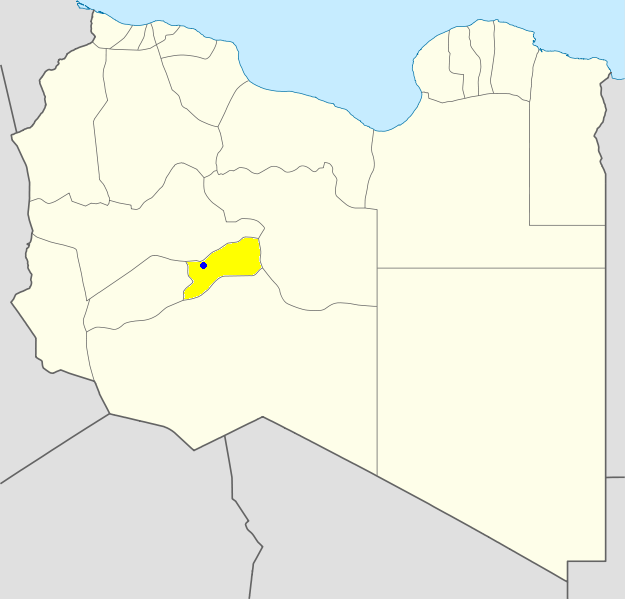
リビアにおけるサブハー県（黄）とセブハの位置

セブハ（アラビア語: سبها、Sabhā、サブハ、セブハーとも）は、リビアのフェザーン地方最大の都市で、サブハー県の県都。
2024年の人口は約13.0万人。

## 概要
フェザーン地方には他に都市らしい都市は存在せず、唯一の都市として行政機能・商業機能が集積している。
サハラ交易の要衝であり、オアシス都市である。
また、リビアのサハラ砂漠観光はセブハを足場として行われることが多い。
カッザーフィーは14歳の時にスルトからセブハへと移住し、中学校に入学した。

少年時代をここで過ごしたため、現在も当時のカッザーフィーの家が保存されている。

## 交通
セブハ空港があり、トリポリ及びベンガジへ航空便が就航している。